# Agostino Rivarola
Agostino Rivarola (Genova, 14 marzo 1758 – Roma, 7 novembre 1842) è stato un cardinale italiano.

## Biografia

### I primi anni
Nato a Genova il 14 marzo 1758, Agostino Rivarola era membro di una nobile famiglia patrizia della Repubblica. Figlio del marchese Negrone Rivarola, senatore di Genova, e di sua moglie Marianna Cambiasi, Agostino era imparentato col cardinale Domenico Rivarola. Avviato alla carriera ecclesiastica venne inviato dalla famiglia a Roma ove frequentò il Collegio Clementino, laureandosi in utroque iure ed entrando come uditore del tribunale della Sacra Rota.

### La carriera di curia ed il contributo alla restaurazione del potere pontificio nell'epoca napoleonica
Nominato cappellano privato di papa Pio VI, divenne segretario del tribunale della Sacra Rota ed entrò poi nella prelatura romana come prelato domestico di Sua Santità e referendario dei tribunali della Signatura Apostolica di Grazia e Giustizia dal 31 gennaio 1793. Governatore di San Severino dal 19 febbraio 1793, venne espulso da Roma per mano delle autorità francesi nel 1797 e trovò rifugio presso la propria famiglia a Genova. Si incontrò poi con Pio VI, prigioniero dei francesi, a Parma e pianificò una sua infortuita liberazione; si recò a Venezia durante il conclave del 1799-1800 per assistere all'organizzazione delle votazioni come notaio apostolico. Dopo la prima restaurazione del governo papale, venne nominato legato a Perugia dal 12 luglio 1800.
Governatore di Macerata e presidente generale delle Marche dal 14 settembre 1802 all'11 novembre 1807, rimase in carica sino al suo arresto ad opera delle autorità francesi. Il suo arresto viene così descritto dal suo segretario Paolo Cacciatori in una lettera indirizzata all'avvocato Alessandro Lazzarini, agente di Rivarola a Roma:
«Il Generale Lemarois (...) aveva fatto ingiungere (...) l'arresto ed il trasporto in Ancona al Corpo della Magistratura (...) In seguito di ciò Monsignore credette di far presentare (...) una protesta (...) Il Generale dopo ricevuta questa venne ad arrestarlo in casa portandosi una sentinella, dopo le due e mezza della notte lo fece montare in legno e, scortato da tré Granatieri lo condusse in Ancona, da dove poi è stato fatto passare in Pesaro».
Detenuto nella fortezza di Pesaro per sei mesi e quindi relegato a Rimini per diciotto mesi, fu infine in grado di raggiungere Genova dove visse col fratello, che era sindaco della città. Si unì a Pio VII a Piacenza nel suo viaggio di ritorno verso lo Stato della Chiesa negli ultimi giorni del marzo del 1814 e fu quindi uno dei molti prelati che accompagnarono il papa nel suo viaggio di ritorno verso Roma. Nominato da Pio VII delegato apostolico per la restaurazione del governo papale a Roma (4 maggio 1814), dall'11 maggio le disposizioni della sua carica entrarono in vigore; fu presidente della Commissione di stato che resse le sorti dello Stato papale sino alla definitiva restaurazione di tutti gli organi di governo.
Nominato chierico della Camera Apostolica dal 9 agosto 1814, quando il papa si rifugiò a Genova dal 22 marzo al 7 giugno 1815 nel corso dell'invasione di Gioacchino Murat, re di Napoli, venne nominato segretario della Giunta di Stato che governò Roma sotto l'autorità del cardinale Giulio Maria della Somaglia, già vicario di Roma; la sua severità venne criticata dal cardinale Ercole Consalvi e pertanto sotto l'amministrazione statale di quest'ultimo (che fu segretario di stato nel periodo 1814-1823) non ebbe ruoli di rilievo. L'8 marzo 1816 venne nominato prefetto del Palazzo Apostolico e contestualmente ricoprì l'incarico di governatore di Castel Gandolfo.

### Il cardinalato e la lotta contro la carboneria

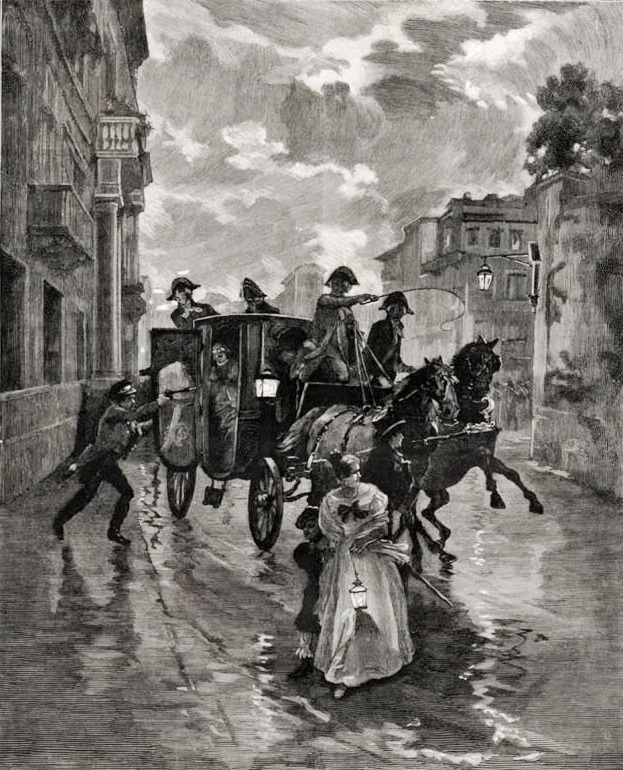
Ravenna: 23 luglio 1826. Fallito attentato dei carbonari al cardinale Agostino Rivarola, comandante della polizia pontificia in Romagna

Per i suoi ampi meriti nella restaurazione del potere pontificio venne elevato al rango di cardinale, da papa Pio VII, nel concistoro del 1º ottobre 1817 e ricevette la berretta cardinalizia il 4 ottobre di quello stesso anno. Il 15 novembre successivo ottenne la diaconia di Sant'Agata alla Suburra. Intenzionato a regolarizzare la propria posizione non avendo ancora ricevuto gli ordini sacri, il 10 ottobre 1819 ottenne il suddiaconato, il 12 ottobre il diaconato, ed infine il 5 ottobre 1823 venne ordinato sacerdote, sempre per mano dell'arcivescovo Luigi Lambruschini. Nominato protettore dell'Ordine dei Cappuccini dal 12 maggio 1820, dal 24 febbraio 1821 divenne protettore dei Vallombrosani e dal 5 marzo 1823 anche degli Agostiniani. Prese parte al conclave del 1823 che elesse a pontefice Leone XII. Venne nominato membro della Congregazione di Stato fondata dallo stesso Leone XII il 29 settembre 1823.
Fu durante il regno di papa Leone XII che gli venne affidata la lotta contro il giacobinismo e la carboneria. Nel 1824 venne inviato a Ravenna, dove il mantenimento dell'ordine pubblico era diventato preoccupante, tanto che era stato assassinato lo stesso direttore di polizia. Rivarola, nominato cardinal legato a latere, fece condurre un'indagine, che portò alla celebre sentenza del 31 agosto 1825, con la quale vennero condannate, a varie pene, 514 persone di tutti gli strati sociali, di cui sette alla pena capitale. In seguito, essendo la sentenza inappellabile, lui stesso commutò le condanne a morte in ergastoli e ridusse le pene o diede la grazia a molti condannati. Poiché rimase ininterrottamente in Romagna fino al suo richiamo, avvenuto il 22 agosto 1826, è infondata l'opinione di quanti gli attribuirono la condanna a morte, eseguita nel novembre del 1825, dei due carbonari, Angelo Targhini e Leonida Montanari, i quali avevano tentato di uccidere un carbonaro pentito. Infatti è storicamente accertato che la pena capitale fu irrogata dal governatore di Roma, Mons. Tommaso Bernetti.
Nel maggio del 1826 venne nominato pro legato a Forlì ed il 3 luglio di quello stesso anno optò per la diaconia di Santa Maria ad Martyres. Il 23 luglio 1826, a distanza di alcune settimane dall'amnistia proclamata da Leone XII, la carboneria decise di organizzare un attentato contro di lui, nella Pineta di Ravenna, in cui era solito passeggiare al mattino. L'attentato ebbe luogo con alcuni carbonari che aprirono il fuoco sulla sua carrozza con dei moschetti, ma senza successo.
Visto il clima di insicurezza, che contraddistingueva la Romagna di quegli anni, Rivarola si trasferì dapprima a Genova da dove poi il governo pontificio ritenne prudente richiamarlo a Roma, ove il 22 agosto 1826 il papa costituì una commissione diretta da monsignor Filippo Invernizzi per investigare le cause dell'attentato; i cinque attentatori furono arrestati e condannati anche perché nel corso dello scontro era morto il canonico Muti che viaggiava al suo seguito. Le condanne furono irrogate a Ravenna il 13 maggio 1828.

### Gli ultimi anni in curia a Roma
Prefetto della Congregazione delle Acque e delle strade dal 19 maggio 1827 al 30 agosto 1833, si dimise per un violento conflitto sul suo ruolo avuto col cardinale Vincenzo Macchi, presidente della Congregazione per la Revisione dei Conti: natura della disputa pare essere stata l'aggiudicazione del mantenimento dei porti lungo il fiume Tevere. Prese parte al conclave del 1829 che elesse pontefice Pio VIII e dal 18 maggio 1829 venne nominato protettore dei Benedettini di Monte Cassino. Prese parte nuovamente al conclave del 1830-1831 che elesse Gregorio XVI, dal quale il 19 settembre 1835 venne nominato pro-prefetto della Sacra Congregazione del Concilio. Nominato commissario apostolico per la ricostruzione della basilica di Santa Maria degli Angeli di Assisi il 5 marzo 1836, divenne prefetto della Sacra Congregazione del Buon Governo dal 31 luglio 1840.
Morì a Roma il 7 novembre 1842, all'età di 84 anni, e la sua salma venne esposta nella chiesa romana di San Marcello al Corso, ove l'11 novembre di quello stesso anno ebbero luogo i funerali e la sua sepoltura, presso l'altare della Vergine Addolorata. Tra le altre cose, il cardinale fu anche erede fedecommesso dell'eredità del principe Filippo III Colonna, morto nel 1818, probabilmente in conseguenza del fatto che non c'era più discendenza maschile diretta, nella famiglia Colonna, dato che il principe Filippo aveva avuto solo tre figlie femmine.